# Leucanella
Leucanella is een geslacht van vlinders van de familie nachtpauwogen (Saturniidae), uit de onderfamilie Hemileucinae.

## Soorten
- L. acutissima (Walker, 1865)
- L. anikae Meister & Brechlin, 2002
- L. apollinairei (Dognin, 1923)
- L. aspera (R. Felder & Rogenhofer, 1874)
- L. atahualpa Meister & Naumann, 2006
- L. bivius (Bouvier, 1927)
- L. contei (Lemaire, 1967)
- L. contempta (Lemaire, 1967)
- L. flammans (Schaus, 1900)
- L. flavissima Lemaire, 1966
- L. fusca (Walker, 1855)
- L. gibbosa (Conte, 1906)
- L. gibbosus Conte, 1906
- L. heisleri (Jones, 1908)
- L. hosmera (Schaus, 1941)
- L. hosmere Schaus, 1941
- L. janeira (Westwood, 1854)
- L. koehleri Gemignani, 1931
- L. lama (Berg, 1883)
- L. leucane (Geyer, 1837)
- L. lynx (Bouvier, 1930)
- L. maasseni (Moeschler, 1872)
- L. memusae (Walker, 1855)
- L. memusoides Lemaire, 1973
- L. muelleri (Draudt, 1929)
- L. newmani (Lemaire, 1967)
- L. nyctimene (Latreille, 1832)
- L. nyctimenoides Lemaire, 1966
- L. patagonica Breyer, 1957
- L. rothschildi Bouvier, 1933
- L. saturata (Walker, 1855)
- L. stuarti (Rothschild & Jordan, 1901)
- L. viettei (Lemaire, 1967)
- L. viridescens (Walker, 1855)
- L. windi Lemaire, 1973
- L. yungasensis Meister & Naumann, 2006